# نزف صفراوي
النزف الصفراوي أو النزف الكبدي أو نزف العصارة الصفراوية هي حالة طبية عبارة عن نزيف في الشجرة الصفراوية، تحدث عند وجود ناسور بين وعاء دموي من الدورة الدموية الحشوية وبين الجهاز الصفراوي داخل الكبد أو خارجه. يمكن أن تظهر كـ نزيف حاد في الجهاز الهضمي العلوي، ويجب أخذها في الاعتبار عند وجود ألم في الجزء العلوي من البطن مصحوبًا بنزيف معوي علوي، خاصةً إذا كان هناك تاريخ من إصابة أو تدخل طبي سابق بالكبد.بحاجة لمصدر
سجلت هذه الحالة لأول مرة عام 1654 على يد فرانسيس جلسون الأستاذ بجامعة كامبريدج.

## مجيء المرض
يعتبر"ثالوث كوينكه" (Quincke's triad) المتمثل في ألم البطن العلوي، ونزف الجهاز الهضمي العلوي، واليرقان
علامة كلاسيكية، لكنه موجود فقط في 22% من الحالات.
قد تكون الحالة مهددة للحياة بشكل فوري في حالات النزيف الشديد. مع ذلك ففي حالات النزف الصفراوي الطفيف يبقى المريض مستقراً ديناميكياً دموياً على الرغم من فقدان كمية واضحة من الدم.

## أسباب النزف الصفراوي
تشمل أسباب النزف الصفراوي:
- الإصابات التى ممكن أن تكون عرضية (حادثية) أو علاجية المنشأ (نتيجة إجراءات مثل استئصال المرارة)
- التدخلات الطبية خاصة تصوير البنكرياس والأقنية الصفراوية بالتنظير الباطني بالطريق الراجع (ERCP).
- حصوات المرارة.
- الحالات الالتهابية التى تتراوح من داء الأسكارس إلى التهاب الشرايين العقدي المتعدد (PAN)
- العيوب الخلقية في الأوعية الدموية أو الأورام أو الاعتلالات الخثرية النزيف أو خزعة الكبد.[4]

## التشخيص
يعتمد التشخيص على مزيج من الفحوصات التالية حسب الحالة السريرية: تنظيرالجهاز الهضمي العلوي، والتصوير المقطعي المحوسب وتصوير الأوعية الدموية.
مع الأخذ في الاعتبار أن أعراض النزف الصفراوى قد تظهر بعد أيام من الإصابة.

## علاج النزف الصفراوي
معظم حالات النزيف الناتجة عن التدخلات الطبية تكون طفيفة وتتحسن تلقائياً دون تدخل في أغلب الحالات.
بينما في حالة احتياج الحالة للعلاج يُركَّز على إيقاف النزيف وعلاج الانسداد إن وجد. يتم العلاج من خلال الربط الجراحى للشريان الكبدى أو احداث انسداد داخل الأوعية.
يعد إحداث انسداد شرياني عبر القسطرة (TAE) الخيار الأول بسبب معدلات النجاح العالية و المضاعفات القليلة مقارنة بالربط الجراحى.
تقنية إحداث الانسداد الشرياني عبر القسطرة (TAE) عبارة عن إدخال قسطرة دقيقة عبر الشريان الفخذي وتوجيهها انتقائياً إلى الشريان الكبدي ثم حقن مواد انسدادية بهدف وقف النزيف. يتم التدخل الجراحى في حالة فشل إحداث الانسداد الشرياني عبر القسطرة أو وجود إنتان دموي في الشجرة الصفراوية أو فشل التصريف.بحاجة لمصدر